# Qui s'y frotte s'y pique (devise)
Pour les articles homonymes, voir Qui s'y frotte s'y pique.

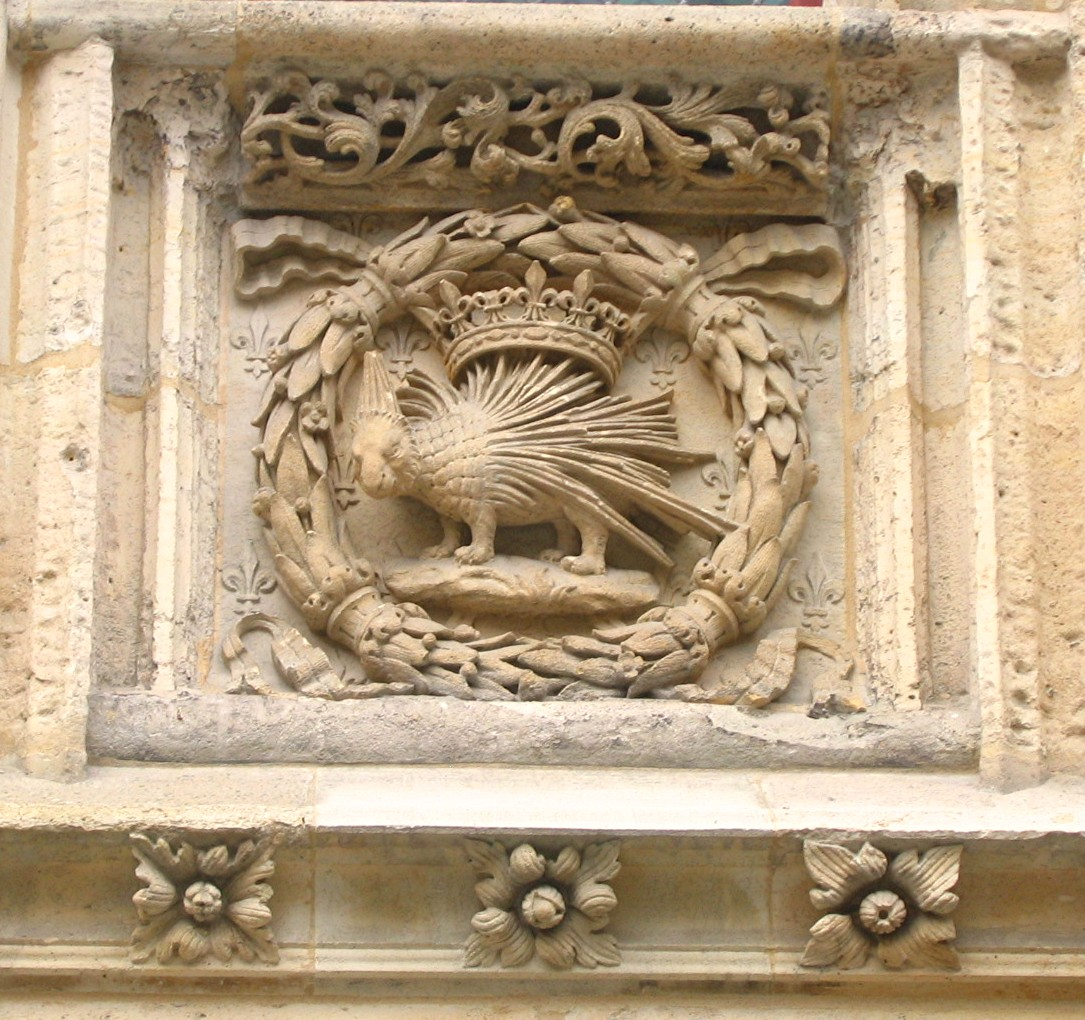
La devise « Cominus et eminus » de Louis XII sur l'Hôtel de Bourgtheroulde, à Rouen

« Qui s'y frotte s'y pique »  est une expression apparue à la fin du XVIe siècle et erronément attribuée comme devise des ducs d'Orléans et du roi de France Louis XII. Si la figure associée à la devise est bien un porc-épic, la devise latine originale qui date de la fin du XIVe siècle était différente : « Cominus et eminus » signifie en effet « de près et de loin ».
« Qui s'y frotte s'y pique » peut aussi être considérée comme une interprétation de la devise historique de la ville de Nancy, liée elle à l'image du chardon, ou encore, une reprise de la devise de la très ancienne famille de Créquy et de la famille de la Villéon (origine Bretagne)
L'expression est passée depuis dans le langage courant.

## Historique
Une devise à la fin du Moyen Âge est un emblème figuré accompagné d'une courte sentence. Louis d'Orléans qui fonda en 1394 l'ordre chevaleresque du Porc-Épic adopta la sienne : une figure de porc-épic avec la sentence en latin « Cominus et eminus » ce qui signifie « de près et de loin ». On prêtait en effet au Moyen Âge à ce mammifère des valeurs guerrières, capable non seulement de se défendre de près mais aussi de lancer ses piques au loin pour en atteindre son adversaire. Devenue la devise des ducs d'Orléans, elle fut conservée par le petit-fils de Louis Ier et fils du poète Charles d'Orléans quand il devint roi de France sous le nom de Louis XII, succédant en 1498 à son cousin issu de germain Charles VIII, mort sans héritier.

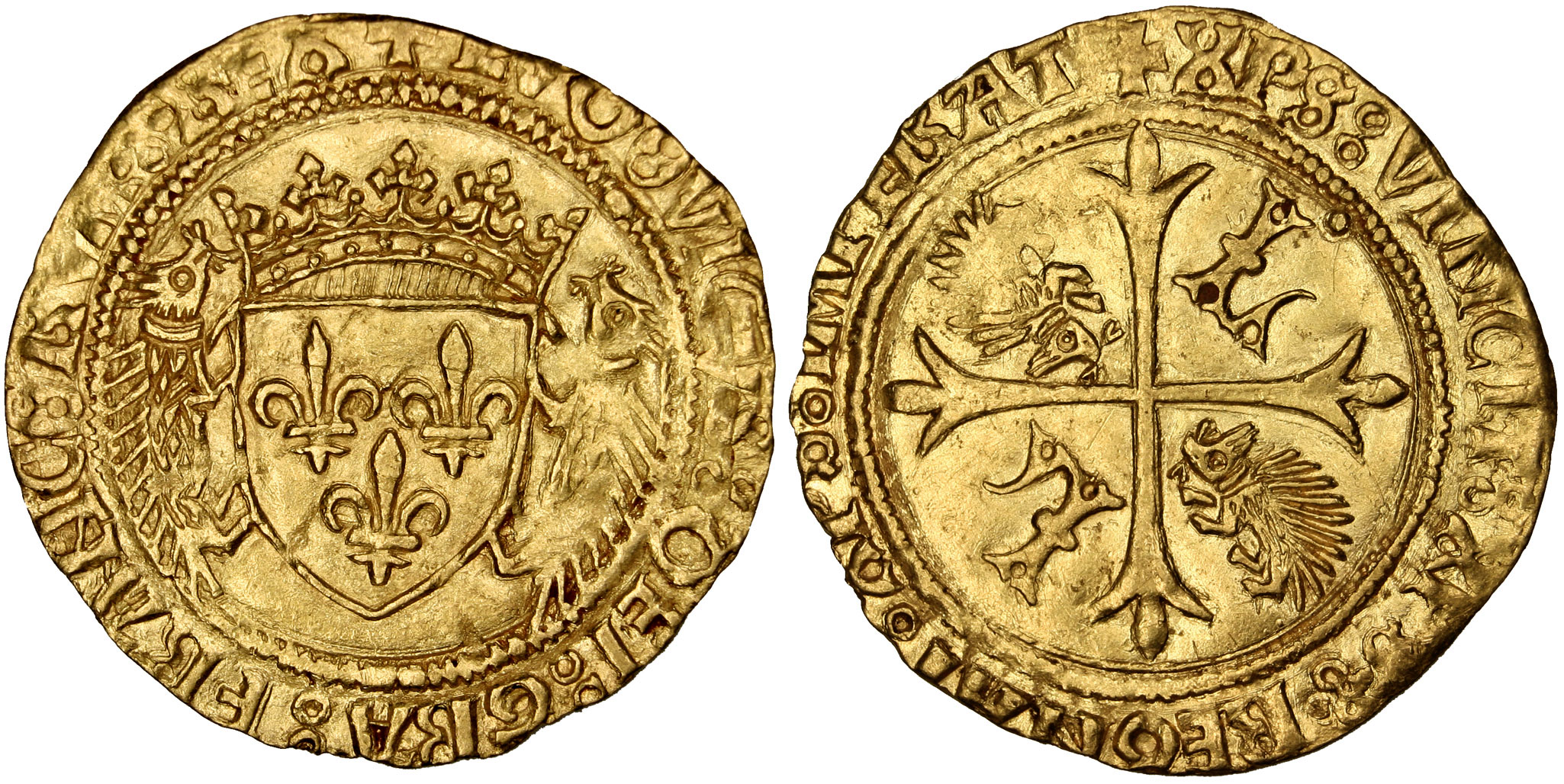
Écu d'or aux porcs-épics, frappé sous Louis XII.

La devise « Qui s'y frotte s'y pique » n'apparaît qu'à la fin du XVIe siècle et est alors erronément attribuée comme devise de Louis XII. Cette attribution perdura ensuite, on la retrouve ainsi dans le dictionnaire de l'Académie à la fin du XVIIIe et dans les ouvrages historiques du siècle suivant.
Cette devise francisée a un sens plus restrictif que la devise originale des ducs d'Orléans.
On peut voir le porc-épic et la devise sur de nombreux bâtiments officiels datant du règne de Louis XII, par exemple l'hôtel de Bourgtheroulde à Rouen. Cet animal décore également ses armoiries et sa monnaie.
À la suite de la bataille de Nancy en 1477, cette expression française est souvent considérée comme la traduction de la devise de Nancy : « Non inultus premor » (« Ne me touche pas, je pique », ou littéralement « On ne me saisit sans se blesser ») en faisant référence aux piquants du chardon lorrain.
En 1687, le roi d'Écosse, Jacques VII (qui fut en même temps Jacques II d'Angleterre et d'Irlande) créa un ordre du Chardon avec une devise au sens proche : « Nemo me impune lacessit » (« Nul me provoque impunément »).
Louis XI dont l'emblème est un fagot d'épines, adopte la devise latine Non nu tus premor[réf. à confirmer] (« on n'y touche pas impunément ») traduction libre : « qui s'y frotte s'y pique »

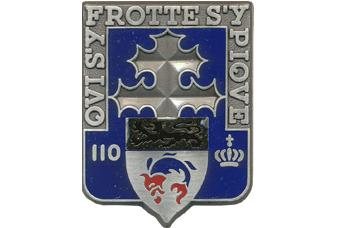
Pucelle du RI de Donaueschingen.

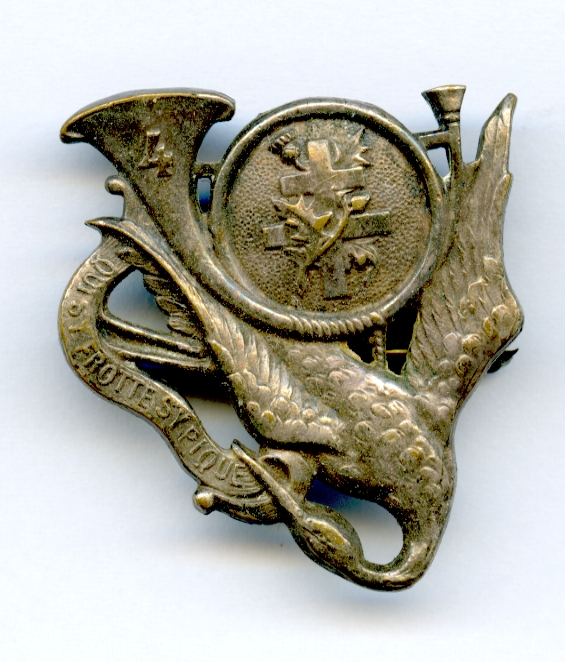
La devise sur l'insigne du 4e bataillon de chasseurs à pied.

Elle fut également la devise du 110e régiment d'infanterie, faisant partie des Forces françaises stationnées en Allemagne jusqu'à sa dissolution en 2014, de celle du 4e bataillon de chasseurs à pied, devenu le 4e bataillon de chasseurs portés en février 1940 (rattaché à la 4e division cuirassée), de l'escadrille SPA 38 et des unités détentrices de ses traditions.

## Culture populaire
Dans l'album Le Sceptre d'Ottokar des Aventures de Tintin, Hergé fait de Qui s'y frotte s'y pique la devise de l'État fictif de Syldavie. On y voit Tintin y feuilleter une brochure sur ce pays expliquant que le roi Ottokar IV « prononça les paroles célèbres : "Eih bennek, eih blavek " qui sont devenues la devise de la Syldavie. » Puis plus loin, il y est expliqué que le roi, pour se défendre d'un agresseur, « [lui] assena sur la tête un coup de sceptre qui l'étendit à ses pieds, s'écriant en syldave : "Eih bennek, eih blavek", ce qui signifie à peu près : "Qui s'y frotte s'y pique" ». Hergé s'est inspiré du dialecte bruxellois, dialecte qu'il connaissait, pour écrire les phrases en syldave. Mais la traduction qu'il en donne dans l'album dans la citation ci-dessus est inexacte, car Eih bennek, eih blâvek rend en fait la prononciation marollienne du néerlandais Hier ben ik, hier blijf ik, qui signifie « J'y suis, j'y reste » (l'équivalent mot-à-mot serait « Ici suis-je, ici resté-je »).
« Qui s'y frotte s'y pique » est aussi la devise du club de football de l'AS Nancy-Lorraine ainsi que celle du Sporting Club de Toulon avec une rascasse pour emblème.